# A Fejenincs Írástudó – avagy a titokzatos haláleset
A Fejenincs Írástudó – avagy a titokzatos haláleset Rajnai András rendezésében 1979-ben készült magyar tévéjáték. A Magyar Televízió IV. Stúdiójában bluebox technika felhasználásával  forgatták.

## Történet
A délkelet-ázsiai történetben a hatalmas és kegyetlen főhivatalnokot hajnalban a jól elszigetelt hálóhelyén holtan találják. Hiába védte mindenütt rengeteg őr, a toronyszobában tigriseket tartott, a pincét kőoszlopokkal tette járhatatlanná, hogy ne férjenek hozzá. A szoba ajtaját belülről láncokkal zárta be, úgy kellett betörni, ezért először a vizsgálatot vezető bíró öngyilkosságra gyanakszik. A hivatalnok szolgái azonban arról számolnak be, hogy uruk segítségért kiáltott, sőt könyörgött halála előtt. Az erődítmény pincéjéből előkerül egy vasketrecbe zárt gyönyörű asszony, akit az elhunyt feleségének mondanak. A nő könyörögve kéri a nyomozás vezetőjét, hogy elmondhassa a történetét. Igazából ő nem volt a hivatalnok felesége, hanem eredetileg az Írástudóval, a valódi férjével jött a palotába, akit később megöletett a gazdag zsarnok.

## Szereplők
- Szokolay Ottó – Írástudó
- Bordán Irén – Feleség
- Bozóky István – Főhivatalnok
- Némethy Ferenc – Vizsgáló
- Bencze Ferenc – Kocka-arcú fogdmeg
- Csurka László – Kör-arcú fogdmeg
- Sugár István – Hóhér
- Sárosi Gábor – Kocsmáros
- Közreműködik: Köllő Miklós és a Dominó pantomim együttes